# Dème d'Archéa Olympía
Pour l’article homonyme, voir Archéa Olympía.
Le dème d'Archéa Olympía ou Ancienne-Olympie (grec moderne : Δήμος Αρχαίας Ολυμπίας, Dímos Archéa Olymbías) est un dème (municipalité) de la périphérie de Grèce-Occidentale, dans le district régional d'Élide, en Grèce. 

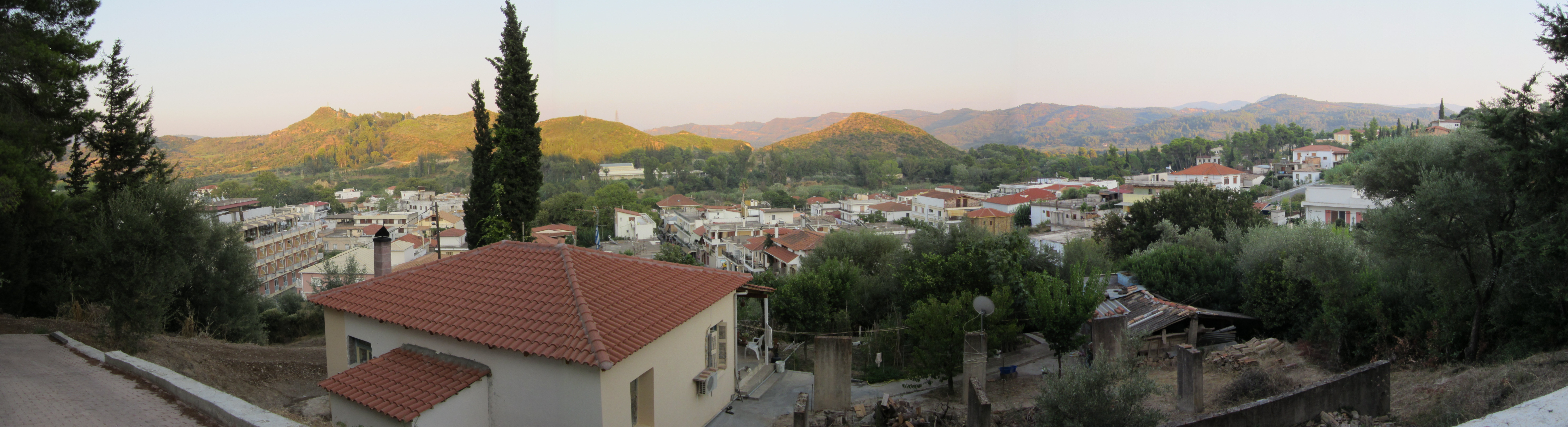
Village d'Archaía Olympía

Il a été créé sous la forme actuelle dans le cadre du programme Kallikratis (2010) par la fusion des anciens dèmes d'Archéa Olympía, de Folói, de Lámbia et de Lasióna, devenus des districts municipaux.
Son siège est la localité d'Ancienne-Olympie, à proximité du site d'Olympie.